# Базош сир Гијон
Базош сир Гијон (фр. Bazoches-sur-Guyonne) насеље је и општина у Француској у региону Париски регион, у департману Ивлен која припада префектури Рамбује.
По подацима из 2011. године у општини је живело 579 становника, а густина насељености је износила 102,3 становника/km². Општина се простире на површини од 5,66 km². Налази се на средњој надморској висини од 100 метара (максималној 175 m, а минималној 81 m).

## Демографија
| 1962. | 1968. | 1975. | 1982. | 1990. | 1999. | 2011. |
| ----- | ----- | ----- | ----- | ----- | ----- | ----- |
| 230   | 256   | 286   | 308   | 423   | 477   | 579   |

График промене броја становника у току последњих година